# Serie A (Italia) 1951-52
La Serie A 1951–52 fue la 50.ª edición del campeonato de fútbol de más alto nivel en Italia y la 20.ª bajo el formato de grupo único. Juventus ganó su noveno scudetto.

## Equipos participantes
| Equipo         | Ciudad        | Estadio                  |
| -------------- | ------------- | ------------------------ |
| Atalanta       | Bérgamo       | Comunale (Bérgamo)       |
| Bologna        | Bolonia       | Comunale (Bolonia)       |
| Como           | Como          | Giuseppe Sinigaglia      |
| Fiorentina     | Florencia     | Comunale (Florencia)     |
| Internazionale | Milán         | San Siro                 |
| Juventus       | Turín         | Comunale (Turín)         |
| Lazio          | Roma          | Nazionale                |
| Legnano        | Legnano       | Di via Carlo Pisacane    |
| Lucchese       | Lucca         | Porta Elisa              |
| Milan          | Milán         | San Siro                 |
| Napoli         | Nápoles       | Della Liberazione        |
| Novara         | Novara        | Comunale (Novara)        |
| Padova         | Padua         | Silvio Appiani           |
| Palermo        | Palermo       | La Favorita              |
| Pro Patria     | Busto Arsizio | Comunale (Busto Arsizio) |
| S.P.A.L.       | Ferrara       | Comunale (Ferrara)       |
| Sampdoria      | Génova        | Luigi Ferraris           |
| Torino         | Turín         | Filadelfia               |
| Triestina      | Trieste       | Comunale (Trieste)       |
| Udinese        | Údine         | Moretti                  |

## Clasificación
| Pos. | Equipo         | Pts. | PJ | G  | E  | P  | GF | GC | Dif. | Clasificación                 |
| ---- | -------------- | ---- | -- | -- | -- | -- | -- | -- | ---- | ----------------------------- |
| 1    | Juventus (C)   | 60   | 38 | 26 | 8  | 4  | 98 | 34 | +64  | Clasificado a la Copa Latina  |
| 2    | Milan          | 53   | 38 | 20 | 13 | 5  | 87 | 41 | +46  |                               |
| 3    | Internazionale | 49   | 38 | 21 | 7  | 10 | 86 | 49 | +37  |                               |
| 4    | Fiorentina     | 43   | 38 | 17 | 9  | 12 | 52 | 38 | +14  |                               |
| 5    | Lazio          | 43   | 38 | 15 | 13 | 10 | 60 | 49 | +11  |                               |
| 6    | Napoli         | 42   | 38 | 17 | 8  | 13 | 64 | 44 | +20  |                               |
| 7    | Sampdoria      | 41   | 38 | 16 | 9  | 13 | 48 | 40 | +8   |                               |
| 8    | Novara         | 40   | 38 | 16 | 8  | 14 | 62 | 62 | 0    |                               |
| 9    | S.P.A.L.       | 37   | 38 | 12 | 13 | 13 | 52 | 50 | +2   |                               |
| 10   | Pro Patria     | 37   | 38 | 12 | 13 | 13 | 47 | 62 | −15  |                               |
| 11   | Palermo        | 36   | 38 | 11 | 14 | 13 | 43 | 51 | −8   |                               |
| 12   | Atalanta       | 34   | 38 | 13 | 8  | 17 | 54 | 61 | −7   |                               |
| 13   | Como           | 34   | 38 | 15 | 4  | 19 | 53 | 70 | −17  |                               |
| 14   | Udinese        | 34   | 38 | 11 | 12 | 15 | 43 | 62 | −19  |                               |
| 15   | Torino         | 34   | 38 | 12 | 10 | 16 | 39 | 58 | −19  |                               |
| 16   | Bologna        | 33   | 38 | 11 | 11 | 16 | 45 | 55 | −10  |                               |
| 17   | Triestina      | 32   | 38 | 11 | 10 | 17 | 47 | 68 | −21  | Acceso a play-off de descenso |
| 18   | Lucchese (D)   | 32   | 38 | 11 | 10 | 17 | 39 | 49 | −10  | Acceso a play-off de descenso |
| 19   | Padova (D)     | 29   | 38 | 10 | 9  | 19 | 45 | 73 | −28  | Descenso a Serie B            |
| 20   | Legnano (D)    | 17   | 38 | 4  | 9  | 25 | 37 | 85 | −48  | Descenso a Serie B            |

 Fuente: BDFutbol
|           |
| Campeón   |
| Juventus  |
| 9º título |

### Desempate por el descenso
Como se decidió que el número de equipos de la Serie A se disminuyera de 20 a 18 para la temporada 1952/53, solo los 16 mejores equipos de la Serie A podían permanecer para la temporada siguiente, y solo el primer clasificado de la Serie B tenía el ascenso a la Serie A garantizado. El equipo que finalice en el puesto 18 jugaría un play-off entre el 17º equipo de la Serie A y el 2º equipo de la Serie B.
Los últimos 3 equipos de la Serie A descendían. Sin embargo, debido a un empate en la posición 17 entre Lucchese y Triestina, los equipos tuvieron que jugar dos juegos de desempate para determinar qué equipo desciende directamente y cuál disputaría el play-off por evitar el descenso.
|           | Resultado  |          | Lugar y fecha               |  |
| --------- | ---------- | -------- | --------------------------- |  |
| Triestina | 3 - 3 t.s. | Lucchese | Milán, 29 de junio de 1952  |  |
| Triestina | 1 - 0      | Lucchese | Bérgamo, 6 de julio de 1952 |  |
|           |            |          |                             |  |

Lucchese desciende a la Serie B.

#### Play-off de descenso
|           | Resultado |         | Lugar y fecha                 |  |
| --------- | --------- | ------- | ----------------------------- |  |
| Triestina | 1 - 0     | Brescia | Valdagno, 13 de julio de 1952 |  |
|           |           |         |                               |  |

Triestina permanece en la Serie A.

## Resultados
| Local \ Visitante | ATA | BOL | COM | FIO | INT | JUV | LAZ | LEG | LUC | MIL | NAP | NOV | PAD | PAL | PRP | SPA | SAM | TOR | TRI | UDI |
| ----------------- | --- | --- | --- | --- | --- | --- | --- | --- | --- | --- | --- | --- | --- | --- | --- | --- | --- | --- | --- | --- |
| Atalanta          | —   | 1–2 | 1–0 | 1–0 | 0–2 | 0–1 | 0–2 | 2–0 | 1–2 | 1–0 | 2–4 | 2–0 | 1–1 | 2–2 | 1–1 | 1–0 | 2–1 | 5–0 | 7–1 | 3–0 |
| Bologna           | 1–0 | —   | 4–2 | 0–3 | 3–4 | 2–3 | 2–4 | 1–0 | 2–1 | 0–0 | 1–4 | 4–1 | 2–1 | 0–0 | 1–1 | 1–1 | 0–0 | 0–0 | 2–1 | 2–0 |
| Como              | 2–1 | 1–0 | —   | 0–2 | 2–1 | 2–0 | 2–2 | 3–0 | 1–1 | 1–2 | 2–4 | 2–2 | 3–2 | 4–0 | 0–1 | 1–3 | 2–1 | 1–0 | 2–0 | 5–0 |
| Fiorentina        | 0–1 | 1–0 | 5–0 | —   | 5–0 | 0–2 | 0–0 | 1–0 | 1–0 | 1–0 | 2–1 | 1–1 | 3–1 | 2–1 | 3–0 | 0–0 | 0–1 | 1–0 | 2–1 | 3–3 |
| Internazionale    | 4–0 | 2–2 | 5–1 | 0–0 | —   | 3–2 | 1–1 | 3–1 | 4–3 | 2–2 | 3–0 | 3–1 | 4–0 | 5–0 | 3–0 | 1–0 | 0–1 | 2–0 | 5–1 | 1–1 |
| Juventus          | 7–1 | 1–1 | 0–0 | 4–0 | 3–2 | —   | 5–3 | 6–1 | 2–0 | 3–1 | 1–1 | 3–1 | 3–0 | 4–0 | 5–1 | 1–1 | 2–1 | 6–0 | 2–1 | 5–1 |
| Lazio             | 1–2 | 1–0 | 1–2 | 1–0 | 1–2 | 2–0 | —   | 2–0 | 3–0 | 1–1 | 1–0 | 1–0 | 5–0 | 1–1 | 2–1 | 4–1 | 0–0 | 3–0 | 4–1 | 3–1 |
| Legnano           | 2–2 | 0–2 | 1–2 | 1–0 | 0–4 | 0–3 | 1–1 | —   | 0–2 | 2–1 | 2–4 | 2–3 | 2–2 | 1–1 | 1–2 | 3–3 | 1–2 | 2–2 | 1–3 | 0–0 |
| Lucchese          | 2–0 | 0–0 | 1–2 | 0–0 | 1–0 | 0–0 | 4–0 | 4–2 | —   | 0–5 | 0–0 | 1–1 | 0–1 | 1–0 | 2–0 | 2–0 | 1–1 | 3–0 | 1–2 | 1–1 |
| Milan             | 4–4 | 4–0 | 2–0 | 3–1 | 2–1 | 1–1 | 1–1 | 4–1 | 4–0 | —   | 3–2 | 6–2 | 3–0 | 4–0 | 5–1 | 1–1 | 2–1 | 4–1 | 2–0 | 0–0 |
| Napoli            | 3–1 | 1–1 | 7–1 | 2–1 | 1–0 | 1–2 | 2–1 | 2–3 | 2–0 | 0–2 | —   | 0–1 | 2–0 | 1–2 | 4–1 | 2–1 | 1–0 | 4–0 | 0–0 | 1–2 |
| Novara            | 2–0 | 1–0 | 3–2 | 4–3 | 2–4 | 1–4 | 2–2 | 4–1 | 1–0 | 1–2 | 1–0 | —   | 2–1 | 1–1 | 3–0 | 2–2 | 2–1 | 2–1 | 5–0 | 4–1 |
| Padova            | 1–1 | 2–1 | 0–2 | 1–1 | 1–5 | 1–2 | 2–1 | 2–1 | 0–1 | 5–2 | 0–1 | 0–0 | —   | 3–2 | 1–0 | 2–4 | 2–1 | 3–0 | 0–0 | 2–1 |
| Palermo           | 0–1 | 1–1 | 4–1 | 2–0 | 1–1 | 0–0 | 0–0 | 2–0 | 3–1 | 1–1 | 1–1 | 3–1 | 4–1 | —   | 1–2 | 3–0 | 0–0 | 0–2 | 1–0 | 2–1 |
| Pro Patria        | 1–1 | 2–0 | 1–0 | 1–1 | 5–1 | 1–3 | 4–2 | 1–1 | 2–1 | 2–2 | 1–1 | 1–0 | 2–2 | 0–0 | —   | 2–2 | 3–2 | 1–1 | 2–2 | 1–0 |
| S.P.A.L.          | 2–1 | 2–1 | 1–0 | 1–2 | 1–1 | 0–1 | 4–0 | 3–1 | 1–0 | 1–2 | 2–1 | 2–1 | 1–1 | 3–0 | 2–2 | —   | 0–1 | 1–1 | 1–1 | 2–3 |
| Sampdoria         | 3–2 | 2–1 | 3–1 | 1–1 | 1–3 | 2–1 | 4–0 | 3–0 | 1–1 | 1–1 | 2–1 | 3–1 | 1–1 | 1–1 | 1–0 | 0–1 | —   | 1–0 | 3–1 | 1–0 |
| Torino            | 1–1 | 3–2 | 4–0 | 2–0 | 1–0 | 0–0 | 1–1 | 0–1 | 1–1 | 0–6 | 0–2 | 0–1 | 4–1 | 2–0 | 2–0 | 1–0 | 2–0 | —   | 5–2 | 0–0 |
| Triestina         | 3–1 | 4–1 | 2–0 | 2–3 | 1–3 | 0–3 | 1–1 | 1–1 | 3–1 | 1–1 | 0–0 | 2–2 | 2–1 | 2–0 | 3–0 | 2–1 | 1–0 | 0–1 | —   | 0–0 |
| Udinese           | 3–1 | 0–2 | 3–1 | 0–3 | 2–1 | 2–7 | 1–1 | 2–1 | 2–0 | 1–1 | 1–1 | 1–0 | 3–1 | 0–3 | 0–1 | 1–1 | 2–0 | 1–1 | 3–0 | —   |